# Ternatus
Ternatus Sun, Li & Tu, 2012 è un genere di ragni appartenente alla famiglia Linyphiidae.

## Distribuzione
Le due specie oggi note di questo genere sono state rinvenute in Cina: la T. malleatus è un endemismo della riserva naturale Huaping National Nature Reserve, nella provincia di Guangxi; la T. siculus lo è della Zhangjiajie Nature Reserve, nella provincia di Hunan 

## Tassonomia
Dal 2012 non sono stati esaminati esemplari di questo genere.
A dicembre 2012, si compone di due specie:
- Ternatus malleatus Sun, Li & Tu[4] — Cina
- Ternatus siculus Sun, Li & Tu, 2012 — Cina